# النزاع في أفغانستان
يغطي هذا المقال تاريخ أفغانستان منذ الانقلاب العسكري الشيوعي في 27 أبريل 1978، والمعروف باسم ثورة سور، عندما تولى الحزب الديمقراطي الشعبي لأفغانستان السلطة. منذ ذلك اليوم، سيطرت وسلسلة متواصلة من النزاعات المسلحة على أفغانستان.
بعد هذه الثورة ساور، شهدت معظم أفغانستان الانتفاضات ضد حكومة P D P A. بدأت الحرب السوفيتية-الأفغانية في ديسمبر 1979 لتحل محل الحكومة الشيوعية الحالية. قاتلت قوات المقاومة الأفغانية، المعروفة باسم المجاهدين، التدخل السوفيتي في أفغانستان. تلقت بعض الفصائل الدعم من الولايات المتحدة، حيث يعمل جهاز الاستخبارات الباكستاني كوسيط أمريكي، والمملكة العربية السعودية. كان على الاتحاد السوفيتي سحب قواته في فبراير 1989. نجت الحكومة الشيوعية الأفغانية المدعومة من الاتحاد السوفيتي لمدة ثلاث سنوات حتى سقوط كابول في عام 1992.
في عام 1992، وافقت الأحزاب السياسية الأفغانية على اتفاقات بيشاور التي أنشأت دولة أفغانستان الإسلامية وعينت حكومة مؤقتة. عارض زعيم الميليشيا قلب الدين حكمتيار الاتفاق وبدعم من باكستان بدأ حملة قصف ضد كابول. بالإضافة إلى ذلك، شاركت ثلاث ميليشيات كانت قادرة على احتلال بعض ضواحي كابول في حرب عنيفة ضد بعضها البعض. القوى الإقليمية مثل باكستان وإيران والمملكة العربية السعودية والهند وأوزبكستان التي تسعى إلى التأثير على أفغانستان التي تقع جغرافياً دعمت كل منها الميليشيات وتسيطر عليها في بعض الحالات. في حين شهدت كابول وبعض المدن الكبرى الأخرى معظم القتال خلال تلك الفترة، ظلت معظم المناطق الريفية في أفغانستان، التي عانت من القصف الهائل على يد السوفيات والشيوعيين، هادئة نسبيا. في أواخر عام 1994 / أوائل عام 1995، حيث تمكن وزير دفاع الدولة الإسلامية أحمد شاه مسعود من هزيمة معظم الميليشيات عسكريا في كابول واستعادت بعض الهدوء إلى العاصمة، ظهرت حركة طالبان كفصيل جديد يهدد كابول.
كانت حركة طالبان قد ظهرت في البداية كقوة جديدة في مدينة قندهار الجنوبية التي غزت العديد من المقاطعات الجنوبية والوسطى التي لا تخضع لسيطرة الدولة الإسلامية خلال عام 1994. في أوائل عام 1995، عندما شنوا عملية كبيرة ضد العاصمة كابول، عانوا من هزيمة مدمرة ضد قوات الدولة الإسلامية في مسعود فيما اعتبره كثير من المحللين نهاية الحركة. ومع ذلك، بحلول عام 1996، أعادوا تجميع صفوفهم بدعم عسكري هائل من باكستان وبدعم مالي من المملكة العربية السعودية. في سبتمبر 1996، استولوا على السلطة في كابول وأنشأوا إمارة أفغانستان الإسلامية. أُنشئت الجبهة الإسلامية المتحدة (التحالف الشمالي) بقيادة أحمد شاه مسعود كقوة مقاومة سياسية عسكرية ضد إمارة طالبان التي كانت مدعومة عسكريًا من قبل الجيش الباكستاني وفرضها عدة آلاف من مقاتلي القاعدة من الدول العربية وآسيا الوسطى.
في أعقاب هجمات 11 سبتمبر على الولايات المتحدة في عام 2001، غزت منظمة حلف شمال الأطلسي أفغانستان في إطار عملية الحرية الدائمة. كان الغرض من ذلك هزيمة القاعدة وإزالة طالبان من السلطة، وإنشاء دولة ديمقراطية قابلة للحياة لحرمان الإرهابيين من مكان للتجنيد والعمل. على الرغم من أن بعض هذه الأهداف قد تحققت، إلا أن فترة التدخل الطويلة والمكلفة اتبعت واستمرت حتى عام 2019.

## صعود وسقوط الشيوعية

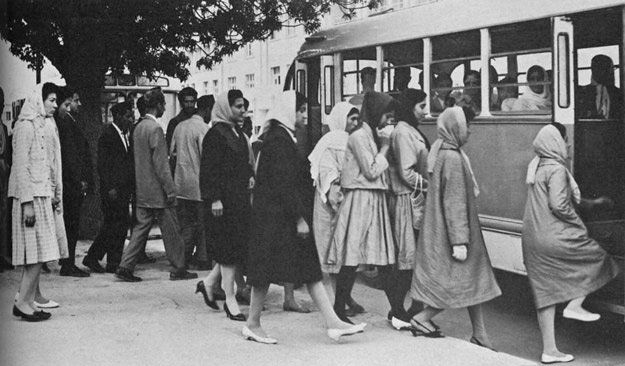
وسائل النقل العام في العاصمة الأفغانية المسالمة كابول في الخمسينيات

من 1933 إلى 1973 شهدت أفغانستان فترة طويلة من السلام والاستقرار النسبي. كان يحكمها الملك ظاهر شاه، الذي ينتمي إلى أسرة M u s a h i b a n B a r a k z a i ، كملكية. في الستينيات من القرن الماضي، أجرت أفغانستان كملكية دستورية انتخابات برلمانية محدودة.
أطيح به ابن عمه محمد داود خان في يوليو عام 1973، ظاهر شاه، الذي كان سيصبح آخر ملوك أفغانستان، بعد سخطه من الحكم الملكي في المناطق الحضرية في أفغانستان. مرت البلاد بعدة موجات جفاف، وتم توجيه تهم بالفساد وسياسات اقتصادية سيئة ضد الأسرة الحاكمة. حول خان النظام الملكي إلى جمهورية، وأصبح أول رئيس لأفغانستان. وقد دعمه فصيل من حزب الشعب الديمقراطي في أفغانستان (P D P A)، الحزب الشيوعي الأفغاني، الذي تأسس عام 1965 وكان يتمتع بعلاقات قوية مع الاتحاد السوفيتي. يكتب نعمة الله نجومى في كتاب "صعود طالبان في أفغانستان: التعبئة الجماهيرية، الحرب الأهلية، ومستقبل المنطقة :
أدى إنشاء جمهورية أفغانستان إلى زيادة الاستثمارات السوفيتية في أفغانستان وتأثير P D P A في الهيئات الحكومية العسكرية والمدنية
في عام 1976، شعر داود خان بالقلق من تنامي قوة الحزب الشعبي الديمقراطي وانتماء الحزب القوي إلى الاتحاد السوفياتي، وحاول تقليص نفوذ الحزب. لقد طرد أعضاء P D P A من مناصبهم الحكومية، وعين عناصر محافظة بدلاً من ذلك وأعلن أخيرًا حل P D P A ، واعتقل كبار أعضاء الحزب.

### الانقلاب الشيوعي

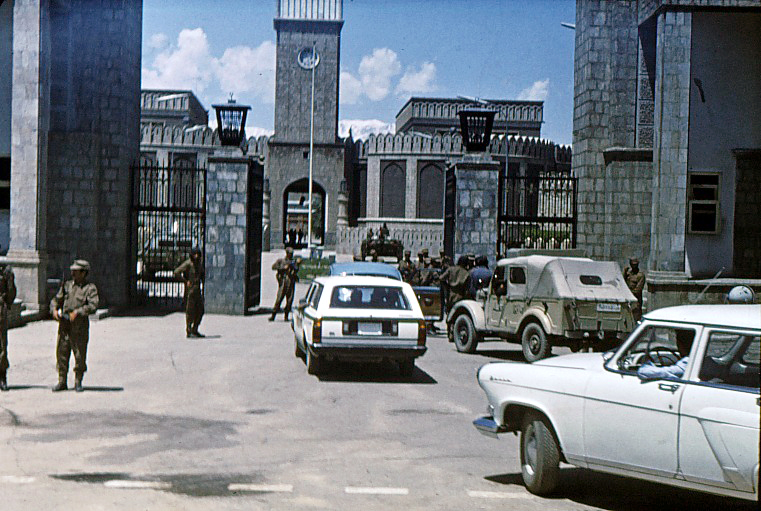
خارج القصر الرئاسي في كابول في اليوم التالي لثورة صور ، 28 أبريل 1978

في 27 أبريل 1978، قامت قوات الدفاع الشعبي الكندية والوحدات العسكرية الموالية للـ P D P A بقتل داود خان وعائلته المباشرة وحراسه الشخصيين في انقلاب عنيف، وسيطرتهم على العاصمة كابول. نظرًا لأن P D P A اختار عطلة نهاية الأسبوع لإجراء الانقلاب، عندما كان الكثير من موظفي الحكومة يقضون يومًا في الإجازة، لم يكن داود خان قادرًا على تفعيل القوات المسلحة المدربة تدريباً جيدًا والتي ظلت موالية له لمواجهة الانقلاب.
لم تحظ حكومة P D P A الجديدة، بقيادة مجلس ثوري، بدعم الجماهير. لذلك، سرعان ما أعلنت ونفذت عقيدة عدائية ضد أي معارضة سياسية، سواء داخل الحزب أو خارجه. تم اغتيال أول زعيم شيوعي في أفغانستان، نور محمد تراكي، على يد زميله الشيوعي حافظ الله أمين. كان أمين معروفًا بميوله المستقلة والقومية، وكان ينظر إليها كثيرون أيضًا كقائد لا يرحم. وقد اتُهم بقتل عشرات الآلاف من المدنيين الأفغان في سجن بول الشرقي وغيره من السجون الوطنية: تفيد التقارير بوقوع 27000 حالة إعدام بدوافع سياسية في سجن بول الشرقي وحده.

### التدخل السوفيتي والانسحاب
تدخل الاتحاد السوفيتي في أفغانستان في 24 ديسمبر 1979. تم إقالة أمين من السلطة على الفور تقريبًا، حيث قُتل هو و 200 من حراسه في 27 ديسمبر على يد الجيش السوفيتي سبيتسناز، وحل محله بابراك كرمل. بعد الانتشار في أفغانستان، ستبدأ القوات السوفيتية إلى جانب القوات الحكومية في خوض حرب مطولة ضد التمرد مع مقاتلي المجاهدين. بعض هؤلاء المقاتلين الإسلاميين سوف يتحولون لاحقًا إلى طالبان وفقًا للأستاذ كارول هيلينبراند الذي قال: «لقد ساعد الغرب طالبان في محاربة الاستيلاء السوفيتي على أفغانستان».

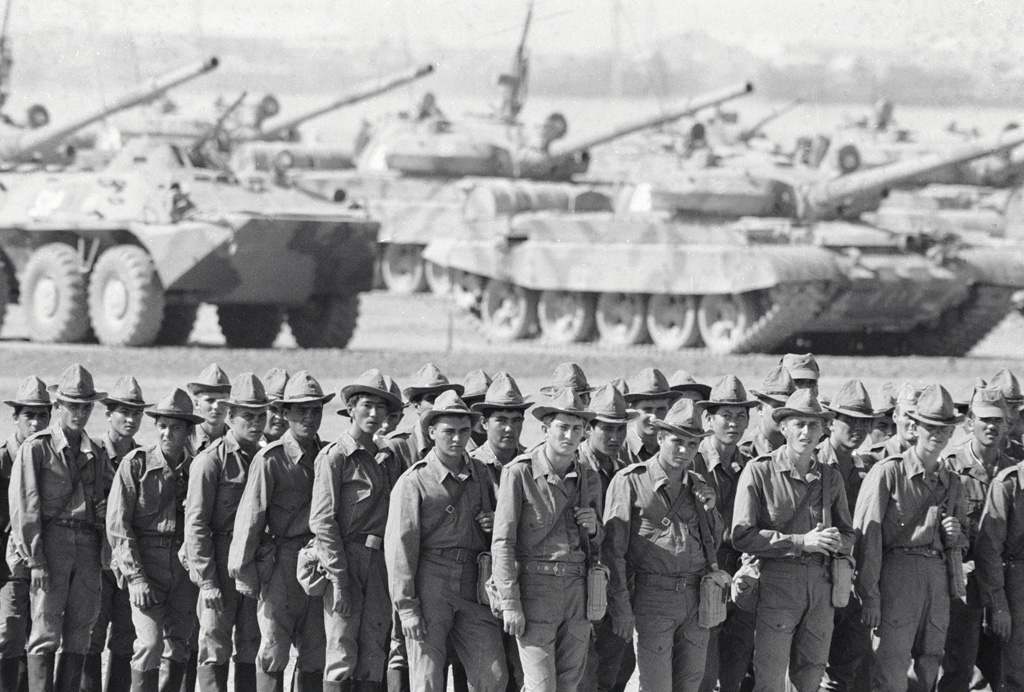
القوات السوفيتية تعود إلى الوطن من أفغانستان خلال الحرب السوفيتية-الأفغانية عام 1986

أدركت الحكومة السوفيتية أن الحل العسكري للصراع يتطلب المزيد من القوات. ولهذا السبب ناقشوا سحب القوات وبحثوا عن حل سياسي وسلمي في وقت مبكر من عام 1980، لكنهم لم يتخذوا أي خطوات جدية في هذا الاتجاه حتى عام 1988. تؤكد التقارير العسكرية السوفيتية المبكرة الصعوبات التي واجهها الجيش السوفيتي أثناء القتال على الأرض الجبلية، والتي لم يتلق الجيش السوفياتي أي تدريب على الإطلاق. وكثيرا ما أشار ضباط الجيش السوفياتي بالتوازي مع حرب فيتنام.
أدت الإخفاقات السياسية، والمأزق الذي أعقب التدخل السوفيتي، إلى أن تصبح القيادة السوفيتية شديدة الانتقاد لقيادة كرمال. في عهد ميخائيل غورباتشوف، تمكن الاتحاد السوفيتي من خلع كرمل واستبداله بمحمد نجيب الله. كان ينظر إلى قيادة كرمال على أنها فشل من قبل الاتحاد السوفيتي بسبب تصاعد العنف والجريمة خلال إدارته.

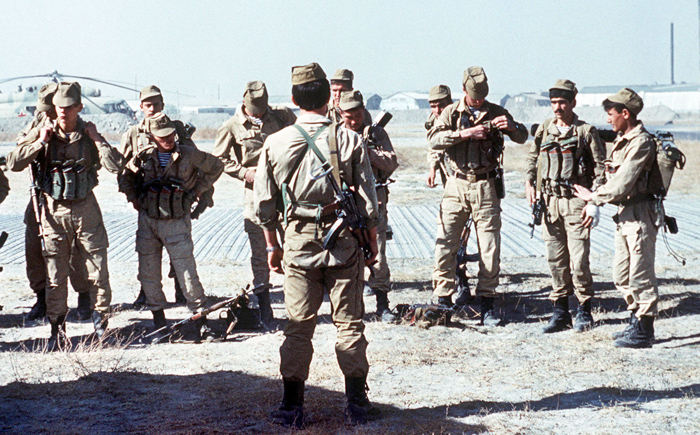
مجموعة السوفيتية سبيتسناز تستعد لمهمة في عام 1988

خلال الانسحاب السوفيتي من أفغانستان، تعرضت قوافل القوات لهجوم من قبل مقاتلي المتمردين الأفغان. إجمالاً، قُتل 523 جنديًا سوفيتيًا أثناء الانسحاب. اكتمل الانسحاب الكامل لجميع القوات السوفيتية من أفغانستان في فبراير 1989. وكان آخر جندي سوفييتي يغادر هو الليفتنانت جنرال بوريس جروموف، قائد العمليات العسكرية السوفيتية في أفغانستان وقت الغزو السوفيتي. في المجموع 14453 جندي سوفييتي قتلوا خلال الحرب الأفغانية.
كان للحرب السوفيتية تأثير ضار على أفغانستان. ارتكبت القوات السوفيتية ووكلائها عملية إبادة جماعية ضد الشعب الأفغاني وقتلت ما يصل إلى مليوني أفغاني. فر خمسة إلى عشرة ملايين أفغاني إلى باكستان وإيران، أي ما يعادل ثلث سكان البلاد قبل الحرب، ونزح مليونان آخر داخل البلاد. كانت المقاطعة الحدودية الشمالية الغربية في باكستان بمثابة قاعدة تنظيمية وشبكات للمقاومة الأفغانية المعادية للسوفيات، حيث تلعب ديوباندي العلماء المؤثرة في المقاطعة دورًا رئيسيًا في دعم «الجهاد».

### سقوط الشيوعية
بعد الانسحاب السوفيتي، استمرت جمهورية أفغانستان في ظل نجيب الله في مواجهة مقاومة من مختلف قوات المجاهدين. تلقى نجيب الله التمويل والأسلحة من الاتحاد السوفيتي حتى عام 1991 عندما انهار الاتحاد السوفيتي. لسنوات عديدة، قام الجيش الأفغاني بالفعل بزيادة فعاليته المستويات السابقة التي تحققت خلال الوجود العسكري السوفياتي. لكن الحكومة وجهت ضربة قوية عندما أسس عبد الرشيد دوستم، وهو قائد بارز، تحالفًا مع شورى نزار أحمد شاه مسعود. استسلمت أجزاء كبيرة من الحكومة الشيوعية الأفغانية لقوات مسعود في أوائل عام 1992. بعد الهزيمة السوفيتية، أطلقت صحيفة وول ستريت جورنال اسم مسعود «الأفغاني الذي فاز في الحرب الباردة». وكان قد هزم القوات السوفيتية تسع مرات في منطقته الأصلية في وادي بانجشير في شمال شرق أفغانستان.
حاولت باكستان تنصيب قلب الدين حكمتيار في أفغانستان ضد معارضة جميع القادة والفصائل المجاهدين الأخرى. في وقت مبكر من شهر أكتوبر عام 1990، كانت الاستخبارات الداخلية قد وضعت خطة لحكمتيار للقيام بقصف جماعي للعاصمة الأفغانية كابول مع إمكانية فرض قوات باكستانية. جاءت خطة I S I-H e k m a t y a r أحادية الجانب على الرغم من أن أهم 30 قائدًا من المجاهدين قد وافقوا على عقد مؤتمر يضم جميع الجماعات الأفغانية لاتخاذ قرار بشأن إستراتيجية مستقبلية مشتركة. يفيد بيتر تومسن أن الاحتجاج من قبل قادة المجاهدين الآخرين كان بمثابة «عاصفة نارية». وقال أحمد ضياء مسعود، شقيق أحمد شاه مسعود، إن فصيلته عارضت بشدة الخطة، ومثل الفصائل الأخرى ستتخذ تدابير إن وجدت «القوات الباكستانية عززت حكمتيار». وبحسب ما ورد كان عبد الحق غاضبًا للغاية من خطة الاستخبارات الباكستانية لدرجة أنه كان «أحمر الوجه». وأشار النبي محمد، قائد آخر، إلى أن «مليوني من كابول لم يتمكنوا من الفرار من قصف صاروخي حكمتيار   - ستكون هناك مذبحة.»  وقال ممثلو مسعود وعبد الحق وأمين ورداك إن «إطلاق صواريخ حكمتيار لكابول سيؤدي إلى حمام دم مدني». ضغطت الولايات المتحدة أخيرًا على باكستان لوقف خطة عام 1990، والتي تم إلغاؤها لاحقًا حتى عام 1992.

## الدولة الإسلامية والتدخل الأجنبي

علم الحزب الإسلامي. تم توحيد جميع الأحزاب السياسية الأفغانية في ظل دولة أفغانستان الإسلامية في أبريل 1992 باستثناء حزب الإسلام بقيادة قلب الدين حكمتيار. بدأ الحزب الإسلامي المدعوم من باكستان حملة قصف ضخمة ضد الدولة الإسلامية.

بعد سقوط حكومة نجيب الله في عام 1992، وافقت الأحزاب السياسية الأفغانية على اتفاق لتقاسم السلطة، اتفاق بيشاور. أنشأ اتفاق بيشاور دولة أفغانستان الإسلامية وعين حكومة مؤقتة لفترة انتقالية تليها انتخابات ديمقراطية عامة. وفقًا لـ هيومن رايتس ووتش:
كانت سيادة أفغانستان منوطة رسميًا بـ دولة أفغانستان الإسلامية، وهو كيان أنشئ في أبريل 1992، بعد سقوط حكومة نجيب الله المدعومة من السوفيتي. [...] باستثناء قلب الدين حكمتيار الحزب الإسلامي، تم توحيد جميع الأحزاب [...] في ظل هذه الحكومة في أبريل 1992. [...] حزب حكمتيار الإسلامي، من جانبه، رفض الاعتراف بالحكومة خلال معظم الفترة التي تمت مناقشتها في هذا التقرير وشن هجمات ضد القوات الحكومية و [كابول] بشكل عام. [...] سقطت القذائف والصواريخ في كل مكان.
تلقى قلب الدين حكمتيار الدعم التشغيلي والمالي والعسكري من باكستان. الخبير في أفغانستان أمين سايكال يختتم كتابه في أفغانستان الحديثة: تاريخ النضال والبقاء :
كانت باكستان حريصة على الاستعداد لتحقيق انفراجة في آسيا الوسطى. [...] إسلام أباد لا يمكن أن نتوقع من قادة الحكومة الإسلامية الجديدة [...] تبعية أهدافهم القومية من أجل مساعدة باكستان على تحقيق طموحاتها الإقليمية. [...] لولا الدعم اللوجستي من ISI وتزويد عدد كبير من الصواريخ، لما تمكنت قوات حكمتيار من استهداف وتدمير نصف كابول.
بالإضافة إلى ذلك، دعمت المملكة العربية السعودية وإيران - وهما منافسان للهيمنة الإقليمية - الميليشيات الأفغانية المعادية لبعضها البعض. وفقًا لـ هيومن رايتس ووتش، كانت إيران تساعد قوات الشيعة هزارة حزب الوحدة التابعة لعبد علي مزاري، حيث كانت إيران تحاول تعظيم القوة العسكرية ونفوذ الوحدة. دعمت المملكة العربية السعودية الوهابية عبد الرسول سياف وفصيله الإسلامي . سرعان ما تصاعد الصراع بين الميليشيتين إلى حرب واسعة النطاق. منشور من جامعة جورج واشنطن يصف الموقف:
رأت القوات المنضبطة عدم الاستقرار في أفغانستان كفرصة للضغط على برامج الأمن والسياسة الخاصة بهم.
بسبب بدء الحرب بشكل مفاجئ، لم يكن لدى الدوائر الحكومية العاملة أو وحدات الشرطة أو نظام العدالة والمساءلة عن دولة أفغانستان الإسلامية التي تم إنشاؤها حديثًا وقت لتشكيلها. ارتكبت الفظائع من قبل أفراد من مختلف الفصائل المسلحة بينما انحدرت كابول إلى الفوضى والفوضى كما هو موضح في تقارير هيومن رايتس ووتش ومشروع العدالة في أفغانستان. بسبب الفوضى، كان بعض القادة يتمتعون بشكل متزايد بالسيطرة الاسمية فقط على قادتهم (شبه). بالنسبة للمدنيين، كان هناك القليل من الأمن من القتل والاغتصاب والابتزاز. مات ما يقدر بنحو 25000 شخص خلال أكثر فترات القصف كثافة على يد حكمتيار الإسلامي وقوات جنبشيلي التابعة لعبد الرشيد دوستم، الذين أقاموا تحالفًا مع حكمتيار في عام 1994. هرب نصف مليون شخص من أفغانستان. كتبت هيومن رايتس ووتش:
من بين جميع القوى الأجنبية المشاركة في الجهود الرامية إلى الحفاظ على القتال المستمر والتلاعب به [في أفغانستان] ، تتميز باكستان من خلال اكتساح أهدافها وحجم جهودها، التي تشمل التماس التمويل لطالبان، وتمويل عمليات طالبان، وتوفير الدعم الدبلوماسي كمبعوثين افتراضيين لطالبان في الخارج، وترتيب تدريب لمقاتلي طالبان، وتوظيف القوى العاملة الماهرة وغير الماهرة للعمل في جيوش طالبان، والتخطيط وتوجيه الهجمات، وتوفير وتسهيل شحنات الذخيرة والوقود، و ... تقديم الدعم القتالي مباشرة

### وصول طالبان إلى السلطة
لم يكن جنوب أفغانستان تحت سيطرة الميليشيات المدعومة من الخارج ولا الحكومة في كابول، لكن كان يحكمها زعماء محليون مثل جول آغا شيرزاي وميليشياتهم. في عام 1994، تطورت حركة طالبان (حركة نشأت من مدارس الإسلام الإسلامية - مدرسة دينية للاجئين الأفغان في باكستان) في أفغانستان كقوة سياسية دينية، ويقال إنها تعارض طغيان الحاكم المحلي. بدأ الملا عمر حركته مع أقل من 50 من طلاب المدارس المسلحة في مسقط رأسه في قندهار. عندما سيطرت طالبان على المدينة في عام 1994، أجبروا على الاستسلام لعشرات من قادة البشتون المحليين الذين ترأسوا حالة من الفوضى والفظائع الكاملة. في عام 1994، استولت طالبان على السلطة في عدة مقاطعات في جنوب ووسط أفغانستان.

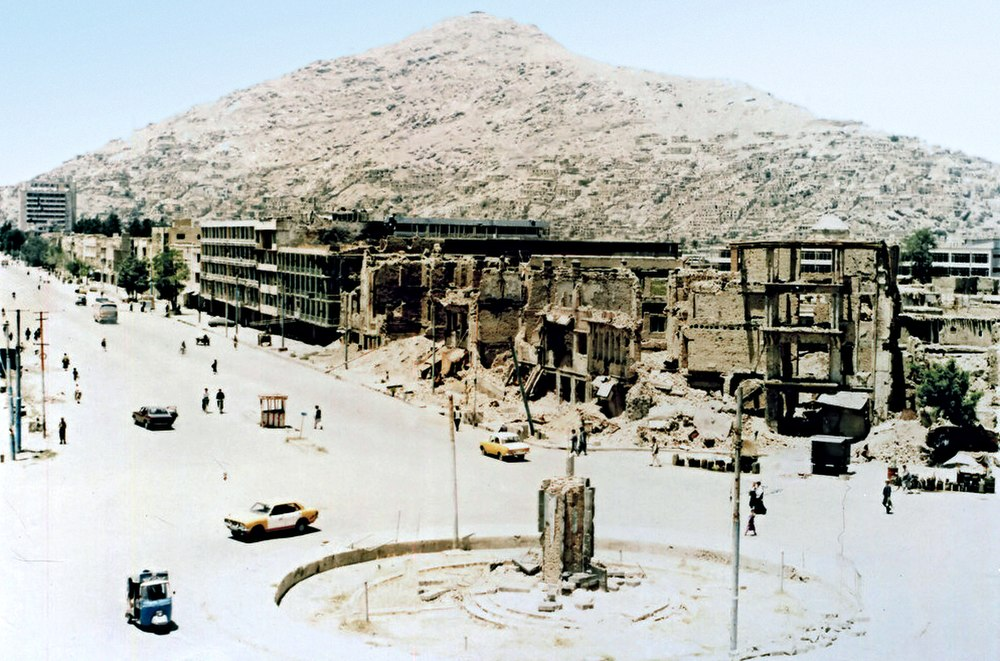
قسم دمر بالكامل في كابول عام 1993.

في أواخر عام 1994، هزمت قوات وزير الدولة الإسلامية أحمد شاه معظم فصائل الميليشيات (حزب الإسلام، وجونبيش ميلى وحزب الوحدة) التي كانت تقاتل في معركة السيطرة على كابول عسكريًا. مسعود. توقف قصف العاصمة. حاول مسعود الشروع في عملية سياسية على مستوى البلاد بهدف التوحيد الوطني والانتخابات الديمقراطية، كما دعا حركة طالبان للانضمام إلى العملية. كان مسعود يوحد الشخصيات السياسية والثقافية والمحافظين والقادة ورجال الدين والممثلين للتوصل إلى اتفاق دائم. رأى مسعود، مثله مثل معظم الناس في أفغانستان، أن هذا المؤتمر أمل ضئيل للديمقراطية ولإجراء انتخابات حرة. كان الدكتور محمد يوسف، أول رئيس وزراء ديمقراطي في عهد ظاهر شاه، الملك السابق هو المرشح المفضل للترشيح للرئاسة. في الاجتماع الأول، التقى ممثلون من 15 مقاطعة أفغانية مختلفة، في الاجتماع الثاني كان هناك بالفعل 25 مقاطعة. لم يكن مسعود مسلحًا للتحدث مع العديد من قادة طالبان في ميدان شار، لكن طالبان رفضت الانضمام إلى هذه العملية السياسية. عندما عاد مسعود بأمان، دفع زعيم طالبان الذي استقبله كضيف له حياته: لقد قُتل على يد طالبان البارزين الآخرين بسبب فشله في إعدام مسعود بينما كانت هناك إمكانية.
بدأت طالبان في قصف كابول في أوائل عام 1995 لكنها هزمت من قبل قوات حكومة الدولة الإسلامية في عهد أحمد شاه مسعود. في إشارة إلى هجوم طالبان، كتبت منظمة العفو الدولية في تقرير صدر عام 1995:
هذه هي المرة الأولى منذ عدة أشهر التي يصبح فيها المدنيون في كابول أهدافًا للهجمات الصاروخية والقصف على المناطق السكنية في المدينة.
أعقب انتصارات طالبان المبكرة في عام 1994 سلسلة من الهزائم أسفرت عن خسائر فادحة. قدمت باكستان دعما قويا لطالبان. يصف العديد من المحللين مثل أمين سايكال حركة طالبان بأنها تتطور إلى قوة وكيل لمصالح باكستان الإقليمية التي تتراجع عنها طالبان.
في 26 سبتمبر، 1996، عندما استعدت حركة طالبان، بدعم عسكري من باكستان ودعم مالي من المملكة العربية السعودية، لهجوم كبير آخر، انسحبت بالكامل من كابول. استولت طالبان على كابول في 27 سبتمبر 1996، وأنشأت إمارة أفغانستان الإسلامية.

## إمارة طالبان ضد الجبهة المتحدة

### هجمات طالبان

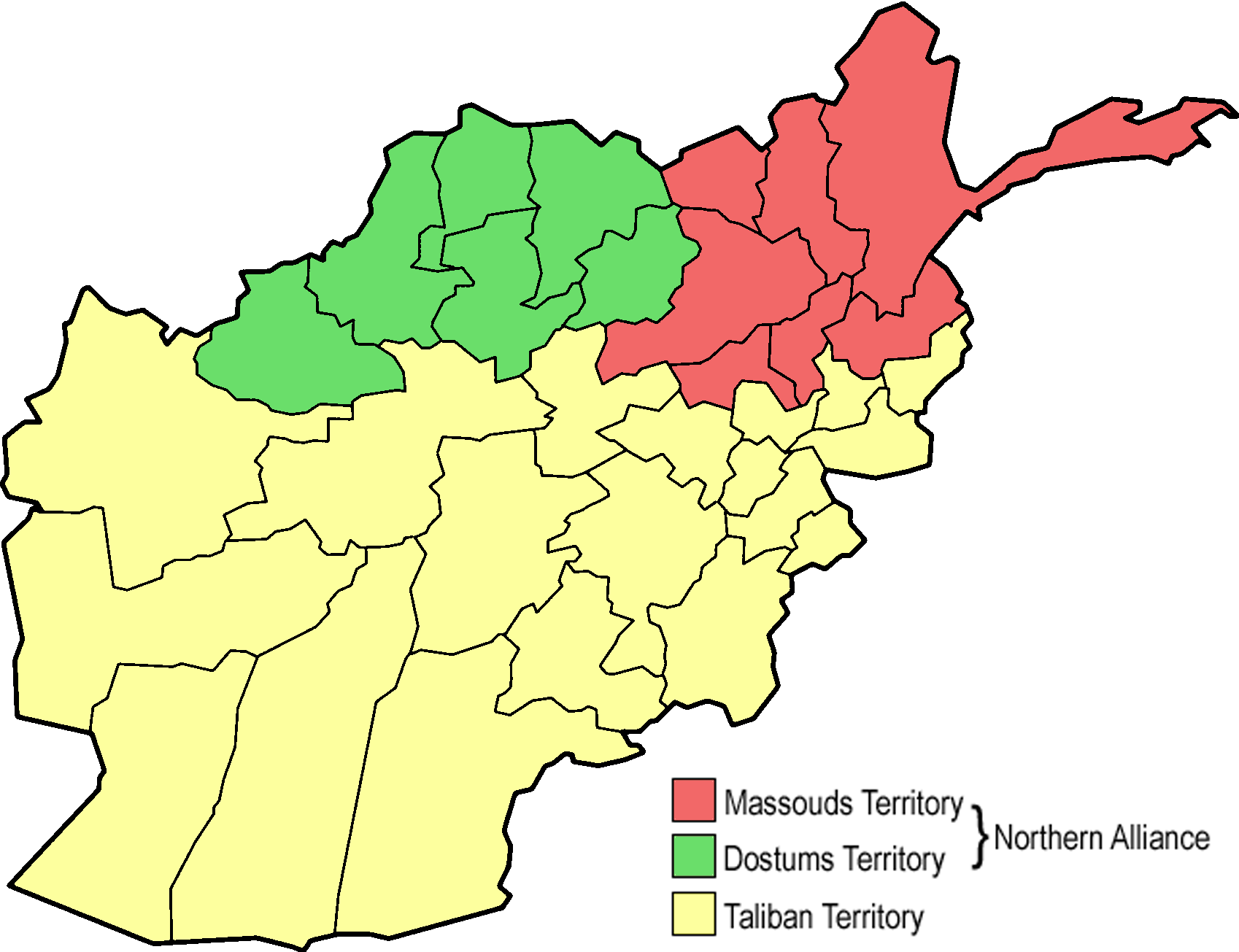
خريطة الوضع في أفغانستان في عام 1996: مناطق أحمد شاه مسعود (الحمراء) وعبد الرشيد دوستم (الأخضر) وطالبان (الصفراء)

فرضت طالبان على أجزاء من أفغانستان تحت سيطرتها تفسيرهم للإسلام. ذكر أطباء حقوق الإنسان (P H R) أن:
على حد علم P H R ، لم يقم أي نظام آخر في العالم بإجبار نصف سكانه بصورة منهجية وعنيفة على [الإقامة الجبرية] بشكل افتراضي، مما يحظر عليهم الألم العقابي الجسدي. بالإضافة إلى قوات مسعود الطاجيكية المهيمنة وقوات دوستم الأوزبكية، شملت الجبهة المتحدة فصائل الهزارة وقوات البشتون تحت قيادة قادة مثل عبد الحق أو حاجي عبد القادر. كان السياسيون البارزون في الجبهة المتحدة على سبيل المثال دبلوماسيًا ورئيس الوزراء الأفغاني عبد الرحيم غفورزاي أو وزير خارجية الجبهة المتحدة عبد الله عبد الله. من غزو طالبان في عام 1996 حتى نوفمبر 2001، سيطرت الجبهة المتحدة على ما يقرب من 30 ٪ من سكان أفغانستان في مقاطعات مثل بدخشان وكابيسا وتاخار وأجزاء من باروان وكونار ونوريستان ولاغمان وسامانجان وكوندوز وغرير وباميان.

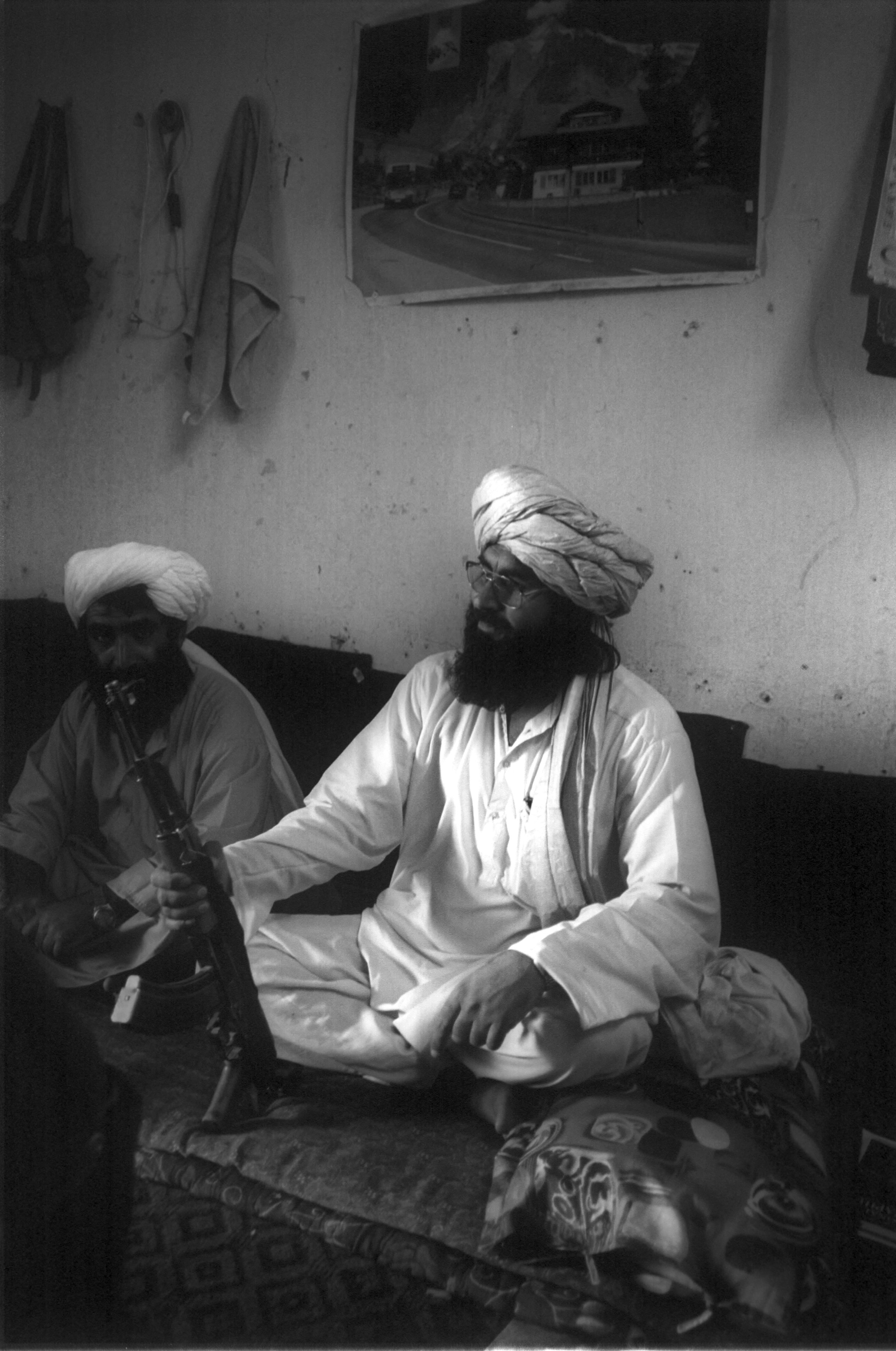
حرس الحدود طالبان

وفقًا لتقرير صادر عن الأمم المتحدة مؤلف من 55 صفحة، فإن طالبان، أثناء محاولتها تعزيز السيطرة على شمال وغرب أفغانستان، ارتكبت مذابح منهجية ضد المدنيين. صرح مسؤولو الأمم المتحدة أن هناك «15 مجزرة» بين عامي 1996 و2001. قالوا أيضًا، «لقد كانت هذه الطريقة منهجية للغاية وتعود جميعها إلى وزارة الدفاع [طالبان] أو إلى الملا عمر نفسه». في محاولة كبيرة لاستعادة سهول شومالي، قتلت طالبان المدنيين بشكل عشوائي، أثناء اقتلاع السكان وطردهم. كمال حسين، مراسل خاص للأمم المتحدة، تحدث عن جرائم الحرب هذه وغيرها. عند الاستيلاء على مزار الشريف في عام 1998، تم إعدام حوالي 4000 مدني على أيدي طالبان، وتم الإبلاغ عن تعذيب الكثير منهم. استهدفت طالبان بشكل خاص أشخاصًا من أصول دينية شيعية أو هزارية. وكان من بين القتلى في مزاري شريف العديد من الدبلوماسيين الإيرانيين. تم اختطاف آخرين من قبل طالبان، مما أدى إلى أزمة الرهائن التي تصاعدت تقريبا إلى حرب واسعة النطاق، مع حشد 150,000 جندي إيراني على الحدود الأفغانية في وقت واحد. تم الاعتراف في وقت لاحق أن الدبلوماسيين قتلوا على أيدي طالبان، وتم إعادة جثثهم إلى إيران.
كما تكشف الوثائق عن دور قوات الدعم العربية والباكستانية في عمليات القتل هذه. كان لواء بن لادن المزعوم 055 مسؤولاً عن القتل الجماعي للمدنيين الأفغان. يقتبس تقرير الأمم المتحدة شهود العيان في العديد من القرى الذين يصفون المقاتلين العرب الذين يحملون سكاكين طويلة تستخدم لذبح الحلق وتسمير الناس.

### دور القوات المسلحة الباكستانية
باكستان وكالة الاستخبارات الصورة، وجهاز الاستخبارات الداخلية (I S I)، أراد المجاهدين لتشكيل حكومة في أفغانستان. كان المدير العام لجهاز الاستخبارات، حميد جول، مهتمًا بثورة إسلامية تتجاوز الحدود الوطنية، ليس فقط في أفغانستان وباكستان ولكن أيضًا في آسيا الوسطى. لتشكيل حكومة المجاهدين المقترحة، أمر حميد جول بالهجوم على جلال آباد - بقصد استخدامها كعاصمة للحكومة الجديدة التي كانت باكستان مهتمة بتأسيسها في أفغانستان.
تم تمويل طالبان إلى حد كبير من قبل الاستخبارات الباكستانية في عام 1994. استخدمت الاستخبارات الباكستانية طالبان لإقامة نظام في أفغانستان سيكون مواتية لباكستان، حيث كانوا يحاولون اكتساب عمق استراتيجي. منذ إنشاء طالبان، قدمت المخابرات الباكستانية والجيش الباكستاني الدعم المالي واللوجستي والعسكري.
بحسب الخبير الباكستاني في أفغانستان أحمد رشيد، «بين عامي 1994 و 1999، هناك ما يتراوح بين 80 إلى 100000 باكستاني تم تدريبهم وقاتلوا في أفغانستان» إلى جانب طالبان. صرح بيتر تومسن أنه حتى الحادي عشر من سبتمبر كان ضباط الجيش الباكستاني وقوات الاستخبارات الباكستانية إلى جانب الآلاف من أفراد القوات المسلحة الباكستانية النظاميين قد شاركوا في القتال في أفغانستان.
في عام 2001 وحده ، ووفقًا للعديد من المصادر الدولية ، كان هناك ما بين 28,000 إلى 30,000 مواطن باكستاني و 14,000 - 15,000 من مقاتلي طالبان الأفغان و 2000-3000 من مقاتلي القاعدة يقاتلون ضد قوات مناهضة لطالبان في أفغانستان كقوة عسكرية قوامها حوالي 45000. الرئيس الباكستاني برويز مشرف   - ثم كرئيس أركان للجيش   - كان مسؤولاً عن إرسال الآلاف من الباكستانيين للقتال إلى جانب طالبان وبن لادن ضد قوات أحمد شاه مسعود. من بين ما يقدر بنحو 28,000 مواطن باكستاني يقاتلون في أفغانستان ، هناك 8000 مقاتل تم تجنيدهم في مدارس لملء صفوف طالبان النظامية. تؤكد وثيقة صدرت عام 1998 عن وزارة الخارجية الأمريكية أن «20 إلى 40 في المائة من جنود طالبان [النظاميين] باكستانيون». تنص الوثيقة كذلك على أن آباء هؤلاء المواطنين الباكستانيين «لا يعرفون شيئًا عن تورط طفلهم العسكري مع طالبان حتى يتم إعادة جثثهم إلى باكستان». وفقًا لتقرير وزارة الخارجية الأمريكية وتقارير هيومن رايتس ووتش ، فإن الرعايا الباكستانيين الآخرين الذين يقاتلون في أفغانستان كانوا جنودًا باكستانيين منتظمين ، خاصة من فيلق الحدود ، وأيضًا من الجيش الباكستاني الذين يقدمون الدعم القتالي المباشر.
كتبت هيومن رايتس ووتش في عام 2000:

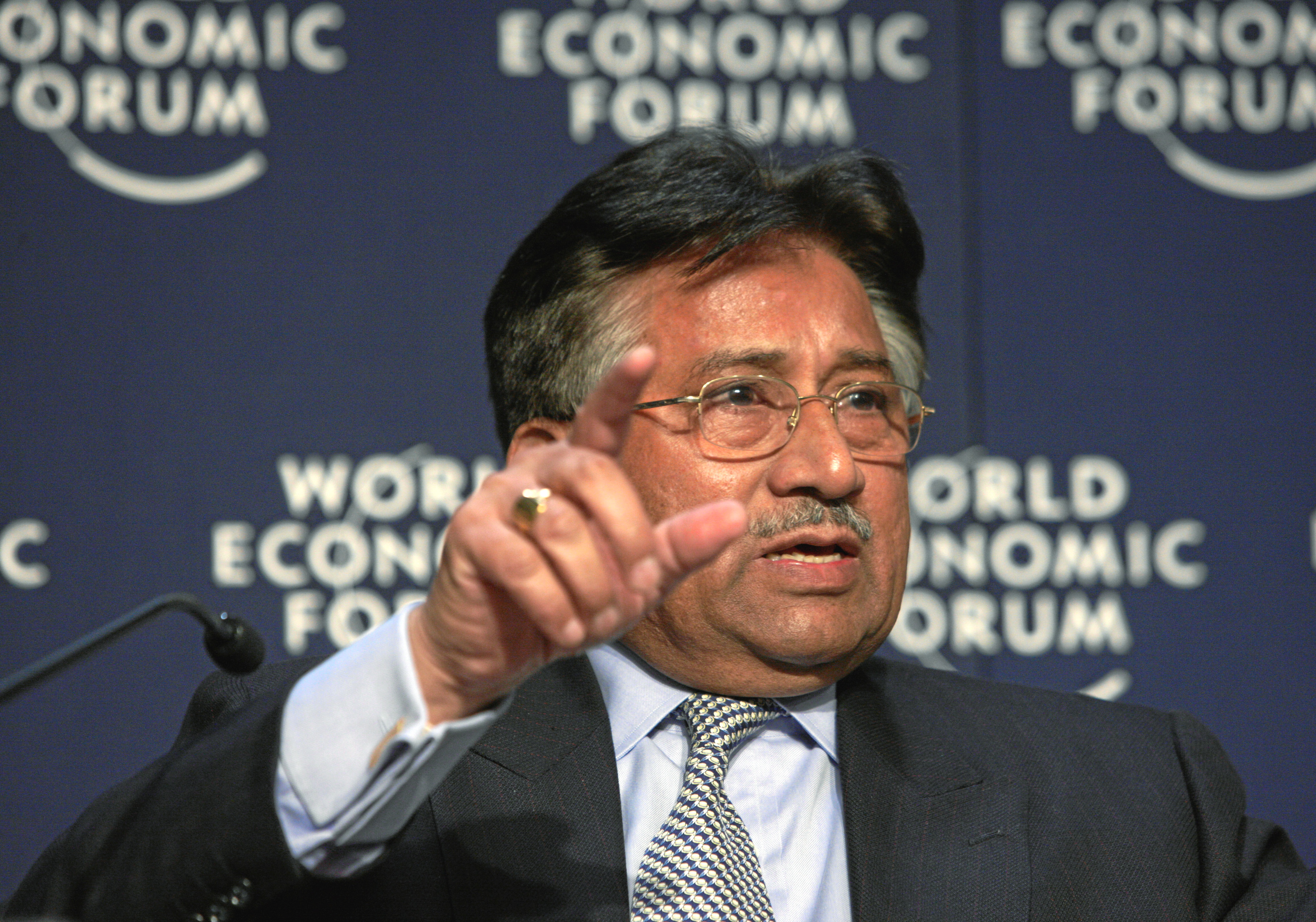
أرسل الرئيس الباكستاني السابق برويز مشرف المزيد من القوات ضد الجبهة المتحدة لأحمد شاه م من قوات طالبان الأفغانية

من بين جميع القوى الأجنبية المشاركة في الجهود الرامية إلى الحفاظ على القتال المستمر والتلاعب به [في أفغانستان] ، تتميز باكستان من خلال اكتساح أهدافها وحجم جهودها ، التي تشمل التماس التمويل لطالبان ، وتمويل عمليات طالبان ، وتوفير الدعم الدبلوماسي كمبعوثين افتراضيين لطالبان في الخارج ، وترتيب تدريب لمقاتلي طالبان ، وتوظيف القوى العاملة الماهرة وغير الماهرة للعمل في جيوش طالبان ، والتخطيط وتوجيه الهجمات ، وتوفير وتسهيل شحنات الذخيرة والوقود ، و ... تقديم الدعم القتالي مباشرة
في 1 أغسطس 1997، شنت طالبان هجومًا على شيبرغان ، القاعدة العسكرية الرئيسية لعبد الرشيد دوستم. قال دوستم إن السبب وراء نجاح الهجوم هو أن 1500 جندي كوماندوس باكستاني شاركوا وأن القوات الجوية الباكستانية قدمت الدعم أيضًا.
في عام 1998، اتهمت إيران القوات الباكستانية بارتكاب جرائم حرب في باميان في أفغانستان ، وادعت أن الطائرات الباكستانية قصفت آخر معاقل شيعية في أفغانستان ، دعماً لطالبان. وفي نفس العام ، قالت روسيا ، إن باكستان مسؤولة عن «التوسع العسكري» لحركة طالبان في شمال أفغانستان من خلال إرسال أعداد كبيرة من القوات الباكستانية التي أخذ بعضها فيما بعد سجناء على أيدي الجبهة المتحدة المناهضة لطالبان.
في عام 2000، فرض مجلس الأمن التابع للأمم المتحدة حظراً على الأسلحة ضد الدعم العسكري لحركة طالبان ، حيث حدد مسؤولو الأمم المتحدة صراحة باكستان. انتقد الأمين العام للأمم المتحدة ضمنيًا باكستان لدعمها العسكري ، وذكر مجلس الأمن أنها «تشعر بقلق عميق إزاء التقارير التي تشير إلى تورطها في القتال ، من جانب طالبان ، لآلاف من غير الأفغان.»  في يوليو 2001، اتهمت العديد من الدول بما فيها الولايات المتحدة باكستان بأنها «تنتهك عقوبات الأمم المتحدة بسبب مساعدتها العسكرية لحركة طالبان». حصلت طالبان أيضًا على موارد مالية من باكستان. في عام 1997 وحده ، بعد أن استولت طالبان على كابول ، قدمت باكستان 30 مليون دولار كمساعدات و 10 ملايين دولار أخرى للأجور الحكومية.
في عام 2000، ذكرت الاستخبارات البريطانية أن الاستخبارات الباكستانية كانت تلعب دورًا نشطًا في العديد من معسكرات تدريب القاعدة. ساعدت المخابرات الباكستانية في بناء معسكرات تدريب لكل من طالبان والقاعدة. من عام 1996 إلى عام 2001، أصبحت تنظيم أسامة بن لادن وأيمن الظواهري دولة داخل دولة طالبان. أرسل بن لادن متشددي القاعدة العرب وآسيا الوسطى للانضمام إلى القتال ضد الجبهة المتحدة ، ومن بينهم لواء 055 .

### المقاومة ضد طالبان

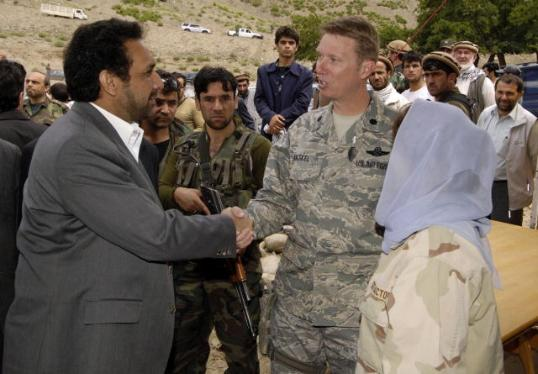
أحمد ضياء مسعود (يسار)، شقيق الزعيم المناهض لطالبان أحمد شاه مسعود

هزم عبد الرشيد دوستم وقواته من قبل طالبان في عام 1998. ذهب دوستم بعد ذلك إلى المنفى. كان أحمد شاه مسعود القائد الوحيد الذي بقي في أفغانستان ، وكان قادراً على الدفاع عن أجزاء واسعة من منطقته ضد طالبان. في المناطق الخاضعة لسيطرته ، أنشأ أحمد شاه مسعود مؤسسات ديمقراطية ووقع إعلان حقوق المرأة. في منطقة مسعود ، لم يكن على النساء والفتيات ارتداء البرقع الأفغاني. سمح لهم بالعمل والذهاب إلى المدرسة. في حالتين معروفتين على الأقل ، تدخل مسعود شخصيًا في قضايا الزواج القسري. بالنسبة لمسعود ، لم يكن هناك شيء أسوأ من معاملة شخص ما ككائن. قال:
إنها قناعتنا ونعتقد أن الرجال والنساء على حد سواء خلقوا من قبل الله تعالى. كلاهما لديه حقوق متساوية. يمكن للمرأة متابعة التعليم ، والمرأة يمكن أن تستمر في مهنة ، ويمكن للمرأة أن تلعب دورًا في المجتمع - تمامًا مثل الرجل
كتب المؤلف بيبي إسكوبار في مسعود: من المحارب إلى رجل الدولة :
مسعود مصر على أن النساء في أفغانستان عانين من الاضطهاد على مدى أجيال. يقول إن "البيئة الثقافية في البلاد تخنق النساء. لكن طالبان تفاقم هذا مع القمع. مشروعه الأكثر طموحًا هو تحطيم هذا التحيز الثقافي ، وبالتالي إعطاء مساحة أكبر وحرية ومساواة للنساء - سيكون لهن نفس الحقوق التي يتمتع بها الرجال
في حين كان قناعة مسعود المعلنة أن الرجال والنساء متساوون ويجب أن يتمتعوا بنفس الحقوق ، إلا أنه كان عليه أن يتعامل مع التقاليد الأفغانية التي قال إنها ستحتاج إلى جيل أو أكثر للتغلب عليها. في رأيه أنه لا يمكن تحقيقه إلا من خلال التعليم. وقال همايون تاندار ، الذي شارك كدبلوماسي أفغاني في المؤتمر الدولي حول أفغانستان في بون عام 2001، إن "قيود اللغة والعرق والمنطقة كانت [أيضًا] تخنق بالنسبة لمسعود. لهذا السبب ... أراد أن يخلق وحدة يمكن أن تتجاوز الموقف الذي وجدنا أنفسنا فيه وما زلنا نجد أنفسنا حتى يومنا هذا. "  وهذا ينطبق أيضا على قيود الدين. يصف جان خوسيه بويج كيف كان مسعود يؤدي الصلاة في كثير من الأحيان قبل وجبة الطعام أو في بعض الأحيان يطلب من زملائه المسلمين قيادة الصلاة ، لكنه لم يتردد في سؤال صديق مسيحي جان خوسيه بويج أو البروفسور اليهودي برينستون مايكل باري: "جان خوسيه"، نحن نؤمن بنفس الله. من فضلك ، أخبرنا بالصلاة قبل الغداء أو العشاء بلغتك الأم. " 
لا تذكر هيومن رايتس ووتش أي جرائم لحقوق الإنسان للقوات الخاضعة للسيطرة المباشرة على مسعود للفترة من أكتوبر 1996 حتى اغتيال مسعود في سبتمبر / أيلول 2001. فر مليون شخص من حركة طالبان ، والكثير منهم إلى منطقة مسعود. اختتمت National Geographic في فيلمها الوثائقي «داخل طالبان» :
الشيء الوحيد الذي يقف في طريق مجازر طالبان في المستقبل هو أحمد شاه مسعود
عرضت طالبان مرارًا على مسعود منصبًا في السلطة لجعله يوقف مقاومته. رفض مسعود. وأوضح في مقابلة واحدة:
تقول طالبان: «تعال وتقبل منصب رئيس الوزراء وكن معنا»، وسيحتفظون بأعلى المناصب في البلاد ، رئاسة الجمهورية. لكن بأي ثمن ؟! يتعلق الاختلاف بيننا أساسًا بطريقتنا في التفكير في مبادئ المجتمع والدولة ذاتها. لا يمكننا قبول شروط التسوية الخاصة بهم ، وإلا فسيتعين علينا التخلي عن مبادئ الديمقراطية الحديثة. نحن ضد النظام المسمى «إمارة أفغانستان»
وفي مكان آخر:
يجب أن تكون هناك أفغانستان حيث يجد كل أفغاني نفسه سعيدًا. وأعتقد أنه لا يمكن ضمان ذلك إلا من خلال الديمقراطية القائمة على التوافق
أراد مسعود بمقترحاته من أجل السلام إقناع طالبان بالانضمام إلى عملية سياسية تؤدي إلى انتخابات ديمقراطية على مستوى البلاد في المستقبل المنظور. صرح مسعود أيضًا:
طالبان ليست قوة تعتبر لا تقهر. لقد ابتعدوا عن الناس الآن. فهي أضعف مما كانت عليه في الماضي. هناك فقط المساعدة التي قدمتها باكستان وأسامة بن لادن وغيرها من الجماعات المتطرفة التي تبقي طالبان على أقدامهم. مع وقف هذه المساعدة ، من الصعب للغاية البقاء على قيد الحياة
في أوائل عام 2001، استخدم مسعود إستراتيجية جديدة للضغط العسكري المحلي والنداءات السياسية العالمية. كان الاستياء يتزايد على نحو متزايد ضد حكم طالبان من قاع المجتمع الأفغاني بما في ذلك مناطق البشتون. أعلن مسعود عن سبب «الإجماع الشعبي والانتخابات العامة والديمقراطية» في جميع أنحاء العالم. في الوقت نفسه ، كان حذراً للغاية من عدم إحياء حكومة كابول الفاشلة في أوائل التسعينيات. في عام 1999، بدأ تدريب قوات الشرطة على وجه التحديد للحفاظ على النظام وحماية السكان المدنيين ، في حالة نجاح الجبهة المتحدة.
في أوائل عام 2001، ألقى أحمد شاه مسعود خطابا أمام البرلمان الأوروبي في بروكسل طالبا من المجتمع الدولي تقديم المساعدة الإنسانية لشعب أفغانستان. (فيديو) صرح أن طالبان والقاعدة قد قدمت «تصوراً خاطئاً جداً عن الإسلام» وأنه بدون دعم باكستان وبن لادن لن تتمكن طالبان من الاستمرار في حملتها العسكرية لمدة تصل إلى عام. في هذه الزيارة إلى أوروبا ، حذر أيضًا من أن معلوماته الاستخباراتية جمعت معلومات حول هجوم وشيك على أراضي الولايات المتحدة.    وصفه رئيس البرلمان الأوروبي نيكول فونتان «قطب الحرية في أفغانستان».
في 9 سبتمبر 2001، كان مسعود ، البالغ من العمر 48 عامًا ، هدفًا لهجوم انتحاري قام به اثنان من العرب كانا صحفيين في خواجة بهاء الدين في ولاية تخار في أفغانستان. توفي مسعود في طائرة هليكوبتر نقله إلى المستشفى. جنازة ، وإن كان في منطقة ريفية إلى حد ما ، حضره مئات الآلاف من الحداد.
كان اغتيال يست المرة الأولى تنظيم القاعدة وحركة طالبان، والباكستاني ISI ، ومن قبلهم السوفيتي KGB ، والشيوعي الأفغاني خد وحكمتيار حاولوا اغتيال مسعود. لقد نجا من محاولات اغتيال لا حصر لها على مدار 26 عامًا. تم تنفيذ أول محاولة لحياة مسعود من قبل حكمتيار واثنين من عملاء المخابرات الباكستانية في عام 1975، عندما كان مسعود يبلغ من العمر 22 عامًا فقط. في أوائل عام 2001، قامت قوات مسعود بالقبض على قتلة القاعدة المحتملين أثناء محاولتهم دخول أراضيه.

### 9/11 اتصال
يعتبر اغتيال مسعود على صلة قوية بهجمات 11 سبتمبر 2001 على الولايات المتحدة ، والتي أسفرت عن مقتل ما يقرب من 3000 شخص ، والتي بدا أنها الهجوم الإرهابي الذي حذر مسعود في خطابه أمام البرلمان الأوروبي قبل أشهر.
كان جون ب. أونيل خبيرًا في مكافحة الإرهاب ومساعدًا لمدير مكتب التحقيقات الفيدرالي حتى أواخر عام 2001. تقاعد من مكتب التحقيقات الفيدرالي وعرض عليه منصب مدير الأمن في مركز التجارة العالمي (W T C). شغل المنصب في مركز التجارة العالمي قبل أسبوعين من أحداث 11 سبتمبر. في 10 سبتمبر 2001، زعم أن أونيل أخبر اثنين من أصدقائه ، «نحن في طريقنا. ونحن بسبب شيء كبير. . . . حدثت بعض الأشياء في أفغانستان. [بالإشارة إلى اغتيال مسعود] لا أحب الطريقة التي تصطف بها الأمور في أفغانستان. . . أشعر بتحول ، وأعتقد أن الأمور ستحدث ... قريبًا.»  توفي أونيل في 11 سبتمبر 2001، عندما انهار البرج الجنوبي.
بعد الهجمات الإرهابية في 11 سبتمبر 2001، أطاحت قوات جبهة مسعود المتحدة ، بدعم جوي أمريكي ، بحركة طالبان من السلطة في كابول في عملية الحرية الدائمة. في نوفمبر وديسمبر 2001، سيطرت الجبهة المتحدة على جزء كبير من البلاد ولعبت دورًا مهمًا في تشكيل حكومة حامد كرزاي المؤقتة بعد طالبان في أواخر عام 2001.

## الجمهورية الإسلامية وحلف الناتو

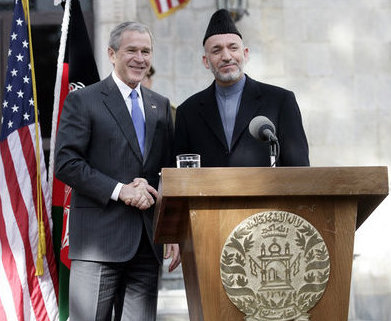
الرئيس الأمريكي جورج بوش وحميد كرزاي في القصر الرئاسي في كابول ، أفغانستان.

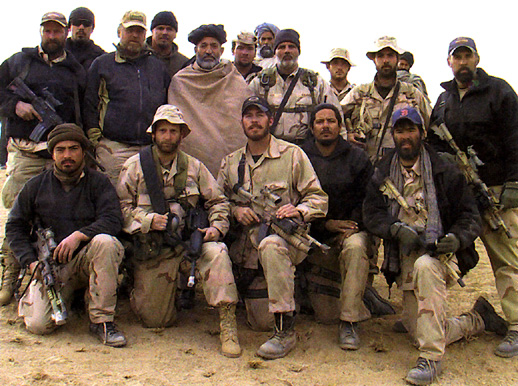
وقتها - يقف الرئيس الأفغاني المنتخب حميد كرزاي في وسط حشد من الجنود الأمريكيين من مفرزة ألفا 574 التابعة للقوات الخاصة الأمريكية أثناء عملية الحرية الدائمة في أكتوبر 2001.

بدأت الحرب التي قادتها الولايات المتحدة في أفغانستان في 7 أكتوبر 2001، باسم عملية الحرية الدائمة. لقد تم تصميمها للقبض على أو قتل أسامة بن لادن ومقاتلي القاعدة، وكذلك استبدال طالبان بحكومة صديقة للولايات المتحدة. صرح مذهب بوش بأنه ، كسياسة ، لن يميز بين القاعدة والدول التي تأويهم.
تمت دعوة العديد من القادة الأفغان إلى ألمانيا في ديسمبر 2001 لحضور اتفاقية بون التي ترعاها الأمم المتحدة ، والتي كانت تهدف إلى استعادة الاستقرار والحكم في بلدهم. في الخطوة الأولى ، تم تشكيل الإدارة الانتقالية الأفغانية وتم تركيبها في 22 ديسمبر 2001. برئاسة حميد كرزاي، بلغ عدد الزعماء 30 رئيسًا وتضمنت محكمة عليا وإدارة مؤقتة ولجنة مستقلة خاصة.

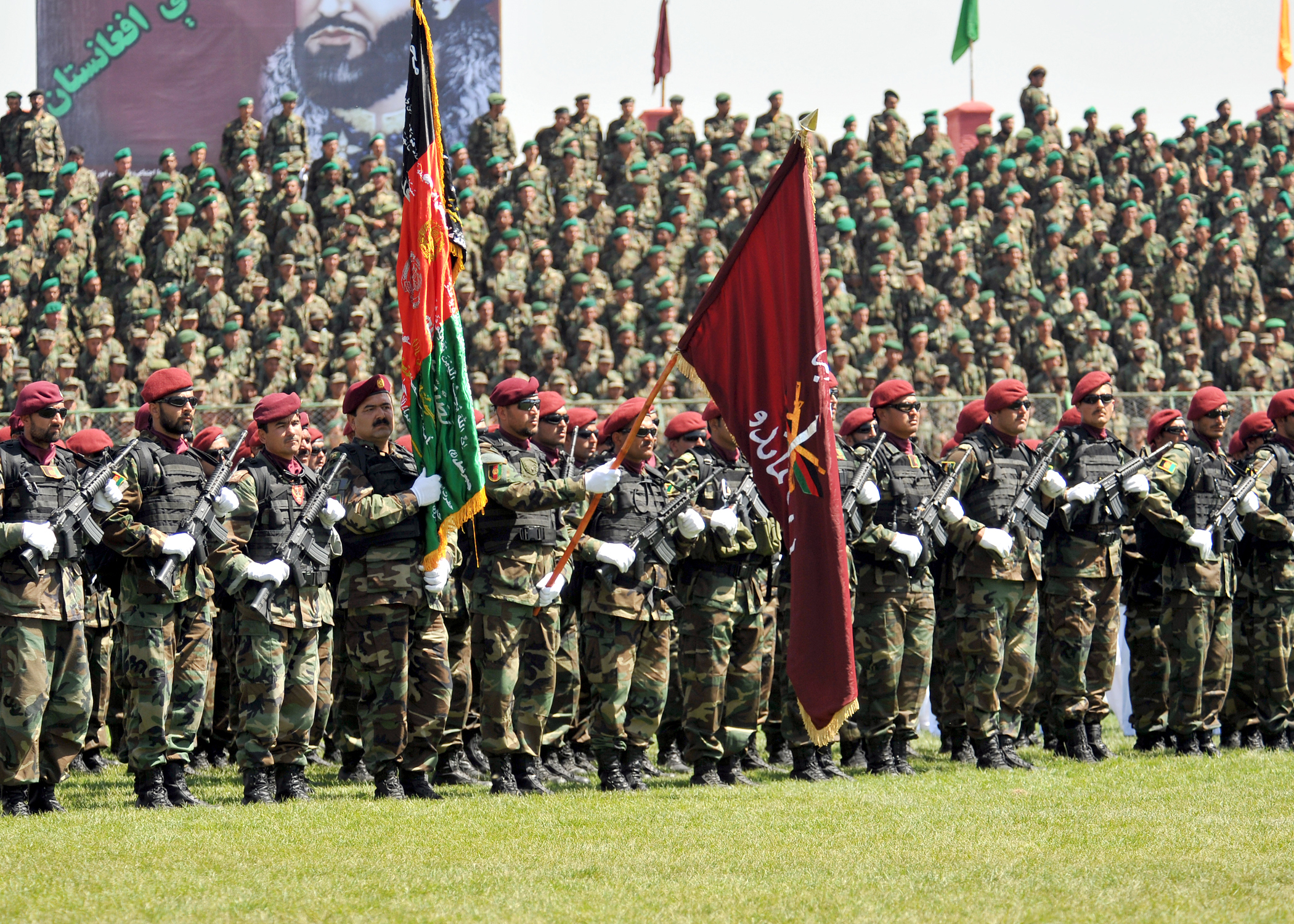
جنود من الجيش الوطني الأفغاني ، بما في ذلك لواء الكوماندوز ANA يقف في الجبهة.

عُقد في يونيو 2002، لويا جيرغا (تجمع كبير) من قبل الملك السابق ظاهر شاه، الذي عاد من المنفى بعد 29 عامًا. تم انتخاب حميد كرزاي رئيسًا لمدة عامين في جيرغا ، حيث تم استبدال السلطة الأفغانية المؤقتة أيضًا بدولة أفغانستان الإسلامية الانتقالية (TIS A). عقدت لويا جيرغا الدستورية في ديسمبر 2003، واعتمدت دستور 2004 الجديد ، مع شكل رئاسي للحكومة ومجلس تشريعي من مجلسين. تم انتخاب كرزاي في الانتخابات الرئاسية لعام 2004 ، يليه الفوز بفترة ولاية ثانية في الانتخابات الرئاسية لعام 2009 . وكانت كل من الانتخابات البرلمانية 2005 و 2010 ناجحة أيضا.
في غضون ذلك ، بدأت عملية إعادة إعمار أفغانستان في عام 2002. هناك أكثر من 14000 مشروع لإعادة الإعمار قيد التنفيذ في أفغانستان ، مثل كاجاكي وسد سلمى . يتم الإشراف على العديد من هذه المشروعات بواسطة فرق إعادة إعمار المحافظات . مساهمة البنك الدولي هي الصندوق الاستئماني المتعدد الأطراف لإعادة إعمار أفغانستان (A R T F)، الذي أنشئ في عام 2002. يتم تمويله من قبل 24 دولة مانحة دولية ، وقد أنفق أكثر من 1.37 مليار دولار اعتبارًا من عام 2007. قدم المجتمع الدولي حوالي 30 مليار دولار لإعادة إعمار أفغانستان ، معظمها من الولايات المتحدة. في عام 2002، خصص المجتمع الدولي 4 مليارات دولار في مؤتمر طوكيو تليها 4 مليارات دولار أخرى في عام 2004. في فبراير 2006، تم تخصيص 10.5 مليار دولار لصالح أفغانستان في مؤتمر لندن  و 11 مليار دولار من الولايات المتحدة في أوائل عام 2007. على الرغم من هذه الاستثمارات الضخمة من قبل المجتمع الدولي ، كانت نتائج جهود إعادة الإعمار مختلطة. إن تنفيذ مشاريع التنمية على مستوى المقاطعة وشبه المقاطعة كثيراً ما شابته قلة التنسيق والمعرفة بالظروف المحلية والتخطيط السليم من جانب المانحين الدوليين بالإضافة إلى الفساد وعدم الكفاءة إلى جانب المسؤولين الحكوميين الأفغان. على المستوى الإقليمي والوطني ، حققت مشاريع مثل برنامج التضامن الوطني ، وبناء الطرق بين المقاطعات ، وتجديد الخدمات الصحية الريفية التي تقودها الولايات المتحدة نجاحًا أكبر. بينما يستعد الناتو لسحب غالبية قوات إيساف المتبقية بحلول نهاية عام 2014، ما إذا كانت الحكومة الأفغانية ستكون قادرة على الحفاظ على المكاسب التنموية التي تحققت على مدى السنوات الـ 12 الماضية ، وإلى أي مدى ستتمكن منظمات الإغاثة المدنية الدولية من مواصلة عملياتها أو إعادة تركيز جهودها على أساس الدروس المستفادة ، يبقى أن نرى.
أنشأ مجلس الأمن التابع للأمم المتحدة القوة الدولية للمساعدة الأمنية (I S A F) في ديسمبر 2001 لتوفير الأمن الأساسي لشعب أفغانستان ومساعدة إدارة قرضاي . منذ عام 2002، ارتفع العدد الإجمالي للقوات الدولية للمساعدة الأمنية والقوات الأمريكية من 15000 إلى 150.000. ينتمي معظمهم إلى فروع مختلفة من القوات المسلحة للولايات المتحدة، الذين لا يقاتلون تمرد طالبان فحسب ، بل يدربون أيضًا القوات المسلحة الأفغانية والشرطة الوطنية الأفغانية . من المقرر أن ينسحبوا ببطء حتى نهاية عام 2014 لكن نائب الرئيس جو بايدن اقترح الاحتفاظ بعدد غير معروف من الأفراد العسكريين الأمريكيين بعد الموعد النهائي لعام 2014 إذا كان الوضع الأمني مطلوبًا ورغبت فيه الحكومة الأفغانية وشعبها. أعلنت ألمانيا أنها ستواصل تدريب مجندي الشرطة الأفغانية بعد تاريخ سحب القوات العسكرية لعام 2014.

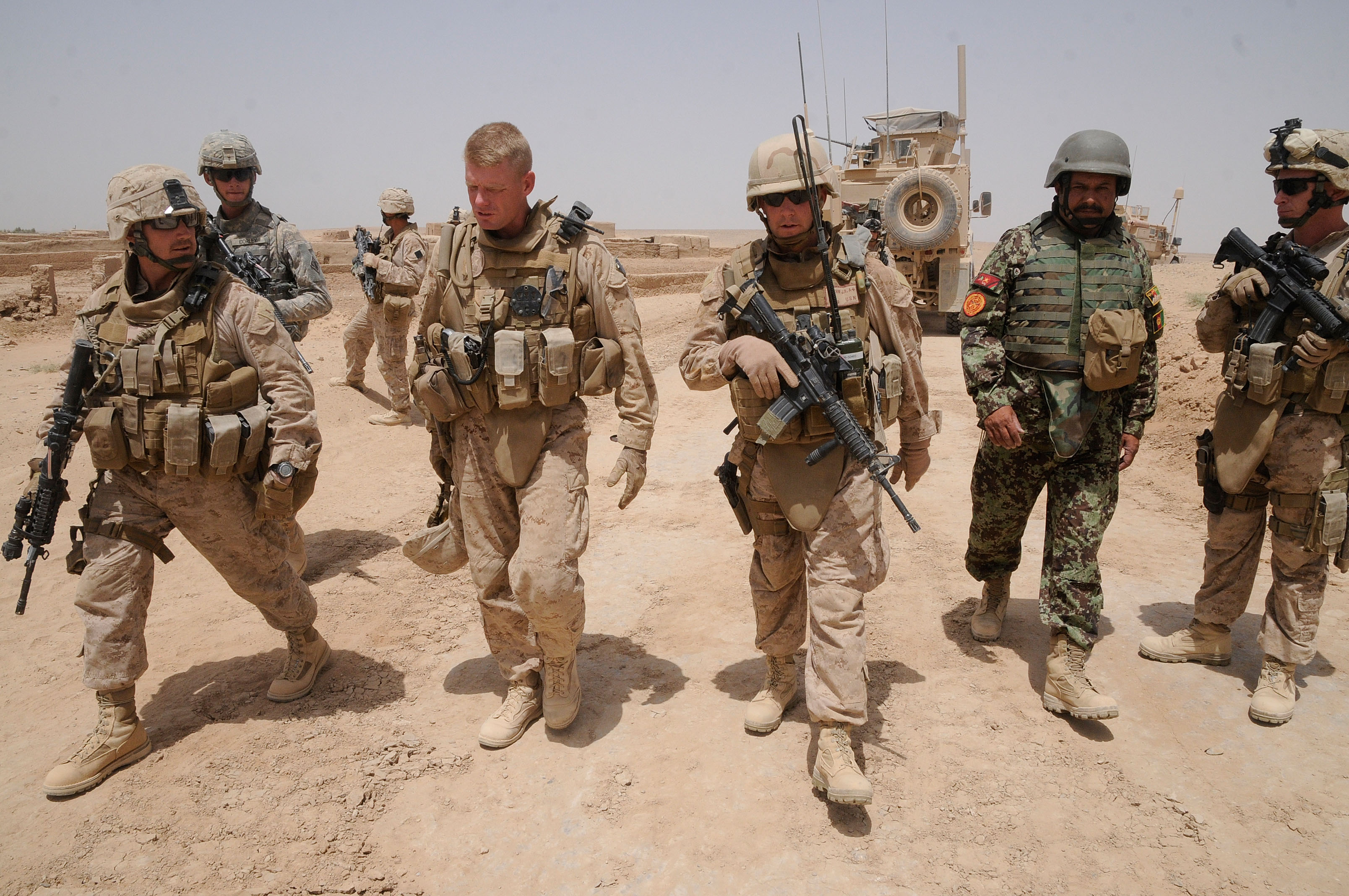
القوات الأمريكية والأفغانية في عام 2010.

قاد حلف شمال الأطلسي والقوات الأفغانية العديد من الهجمات ضد طالبان في هذه الفترة. بحلول عام 2009، بدأت حكومة الظل بقيادة طالبان في تشكيل ، مع استكمال نسختهم الخاصة من محكمة الوساطة. في عام 2010، نشر الرئيس الأمريكي باراك أوباما 30000 جندي إضافي على مدى ستة أشهر ، واقترح أن يبدأ سحب القوات بحلول عام 2012. في المؤتمر الدولي حول أفغانستان 2010 في لندن، قال الرئيس الأفغاني حامد كرزاي إنه يعتزم الوصول إلى قيادة طالبان (بما في ذلك الملا عمر وسراج الدين حقاني وجلود الدين حكمتيار). وبدعم من كبار المسؤولين الأمريكيين ، دعا كرزاي قيادة المجموعة إلى المشاركة في اجتماع لويا جيرغا لبدء محادثات سلام. وفقًا لصحيفة وول ستريت جورنال ، فإن هذه الخطوات قوبلت بالمثل في البداية مع تكثيف التفجيرات والاغتيالات والكمائن.
تعتقد العديد من الجماعات الأفغانية (بما في ذلك رئيس المخابرات السابق عمرو الله صالح وزعيم المعارضة الدكتور عبد الله عبد الله) أن خطة كرزاي تهدف إلى تهدئة القيادة العليا للمتمردين على حساب الدستور الديمقراطي والعملية الديمقراطية والتقدم في مجال حقوق الإنسان. وخاصة حقوق المرأة. صرح الدكتور عبد الله:
أود أن أقول إن طالبان لا تقاتل من أجل استيعابها. إنهم يقاتلون من أجل إسقاط الدولة. إذن ، إنه تمرين عديم الجدوى ، وهو مجرد تضليل. ... هناك مجموعات ستقاتل حتى الموت. سواء أحببنا التحدث إليهم أو لم نحب التحدث إليهم ، فسيواصلون القتال. لذلك ، بالنسبة لهم ، لا أعتقد أن لدينا طريقًا للمحادثات أو المفاوضات أو الاتصالات أو أي شيء على هذا النحو. ثم يجب أن نكون مستعدين للتعامل معهم والتعامل معهم عسكريًا. فيما يتعلق بطالبان على أرض الواقع ، هناك الكثير من الاحتمالات والفرص التي يمكننا بمساعدة الناس في أجزاء مختلفة من البلاد جذبهم إلى عملية السلام ؛ بشرط توفير بيئة ملائمة على هذا الجانب من الخط. في الوقت الحالي ، يترك الناس الدعم للحكومة بسبب الفساد. بحيث يكون هذا التوقع أيضًا غير واقعي في هذه المرحلة
وفقا لتقرير صادر عن الأمم المتحدة ، كانت طالبان مسؤولة عن 76 ٪ من الضحايا المدنيين في عام 2009. تكافح أفغانستان حاليًا لإعادة بناء نفسها أثناء التعامل مع نتائج 30 عامًا من الحرب ، والفساد بين السياسيين رفيعي المستوى والتمرد المستمر لطالبان ، وفقًا لمعاهد علمية مختلفة مثل مدرسة لندن للاقتصاد، وكبار المسؤولين الدوليين ، مثل السابق رئيس الولايات المتحدة رئيس الأركان المشتركة الأدميرال مايك مولين، نعتقد أن طالبان مدعومة من قبل المخابرات الباكستانية.
في نهاية تموز (يوليو) 2010، أصبحت هولندا أول حليف لحلف الناتو ينهي مهمته القتالية في أفغانستان بعد 4 سنوات من الانتشار العسكري بما في ذلك فترة القتال الأكثر كثافة. سحبوا 1900 جندي. وصف المجلس الأطلسي القرار بأنه «ذو أهمية سياسية لأنه يأتي في وقت يتزايد فيه عدد الضحايا ويتزايد الشكوك حول الحرب». سحبت كندا قواتها في عام 2011، ولكن تم ترك حوالي 900 لتدريب الجنود الأفغان.
في فبراير 2012، قام عدد صغير من أعضاء الخدمة الأمريكية بحرق عدة نسخ من القرآن. ورد بعض الأفغان بمظاهرات وأعمال شغب واسعة النطاق في كابول ومناطق أخرى. قتل المهاجمون العديد من الأفراد العسكريين الأمريكيين ، بمن فيهم ضابطان في مبنى وزارة الداخلية عقب هذا الحدث.
في 11 مارس 2012، قتل جندي أمريكي ، روبرت باليس، 16 مدنياً في مذبحة قندهار.
وفقًا لقوة إيساف ، كان هناك حوالي 120,000 من القوات التي يقودها الناتو في أفغانستان في ديسمبر 2012، منها 66000 من القوات الأمريكية و 9000 من القوات البريطانية. وكان الباقون من 48 دولة مختلفة. بدأت عملية تسليم السلطة للقوات المحلية ووفقًا للخطط ، ستغادر غالبية القوات الدولية في عام 2014.
في 24 نوفمبر 2013، أصدر الرئيس كرزاي لويا جيرغا وفرض حظرًا على مداهمات الناتو المنزلية. تم وضع هذا الحظر في مكانه ، وتم إصدار تعليمات لجنود الناتو بطاعة هذا الحظر واتباعه. في ديسمبر 2013، تم تنفيذ غارة منزلية في مقاطعة زابل بشكل استثنائي من قبل جنديين من الناتو. أدان كرزاي هذا في خطاب حظي بدعاية واسعة. في 3 يناير 2014، سمع جنود الناتو قنبلة في قاعدة في كابول ؛ لم تقع إصابات أو إصابات. في اليوم التالي ، أصابت قنبلة قاعدة عسكرية أمريكية في كابول وقتلت مواطنًا أمريكيًا واحدًا. وضعت القنبلة من قبل طالبان وكان عضو الخدمة الأمريكية أول ضحية قتالية في أفغانستان في ذلك العام. أعلنت طالبان على الفور مسؤوليتها عن الهجوم.
في 1 مايو 2015، أبلغت وسائل الإعلام عن اجتماع مقرر في قطر بين متمردي طالبان وصانعي السلام ، بمن فيهم الرئيس الأفغاني ، بشأن إنهاء الحرب.

## روابط خارجية
- مراقب الصراع في أفغانستان
- خلفية عن أفغانستان: تاريخ الحرب أكتوبر 2001
- إنهاء الحرب في أفغانستان بقلم جيمس دوبينز ، مؤسسة راند ، شهادة قُدمت إلى لجنة القوات المسلحة بمجلس النواب في 30 يناير 2007
- تأجيج خلفية الحرب في أفغانستان
- مزيد من المعلومات حول إعادة الإعمار بعد انتهاء الصراع من مركز الدراسات الاستراتيجية والدولية